# Agonalia
Dans la Rome antique, les Agonalia ou Agonia sont une fête religieuse célébrée quatre fois dans l'année, les 9 janvier, 17 mars jour des liberalia,  21 mai et 11 décembre.
Ce jour-là, le roi puis, à partir de la République, le rex sacrorum immolait un bélier, choix logique car le bélier qui marche en tête du troupeau est la victime naturelle du dieu qui occupe la première place.
Le 9 janvier, dont l'institution est attribuée à Numa Pompilius, était dédié à Janus, le dieu aux deux visages et Agonio que les romains invoquaient avant d'entreprendre une négociation de quelque importance. 

## Étymologie
L'origine du nom est incertaine.
- D'après Varron, la fête tirait son nom du mot sacramentel Agone, «Fais-je ?» que prononçait le roi, et après lequel la victime était aussitôt immolée[3].
- Le nom pourrait venir de l'agonie du bélier sacrifié.
- Le mont Quirinal se nommait à l'origine Agonus et la Porta Collina (porte dans la muraille), Agonensis. Bien qu'historiquement, la cérémonie se déroulait au bout de la  Voie Sacrée, certains auteurs antiques affirmaient qu'originellement elle se déroulait sur le mont Quirinal.
- Le Circus Agonensis, qui aurait occupé l'emplacement de l'actuelle Piazza Navona, fut construit  par l'empereur Sévère Alexandre.